# Лице са ожиљком (филм из 1932)
Лице са ожиљком (енгл. Scarface), такође познат као Лице са ожиљком: Срамота нације (енгл. Scarface: The Shame of the Nation), амерички је гангстерски филм из 1932. године, режисера Хауарда Хокса, који је заједно са Хауардом Хјузом и продуцирао филм. Сценарио Бена Хехта заснован је на истоименом роману Армитиџа Трејла из 1929. који је инспирисан Ал Капонеом. Пол Мјуни тумачи главну улогу италијанског имигранта Антонија „Тонија” Камонтеа, гангстера који се насилно уздиже кроз чикашко подземље, док споредне улоге играју Ен Дворак, Осгуд Перкинс, Карен Морли, Џорџ Рафт и Борис Карлоф.
Након што је Хјуз купио права на Трејлов роман брзо је изабрао Хокса и Хехта за режију и сценарио. Почевши од јануара 1931, Хехт је написао сценарио у периоду од једанаест дана. Филм је снимљен пре увођења Продукцијског кодекса Америчке филмске асоцијације 1934. године, који је спроводио прописе о филмском садржају. Међутим, Хејзов кодекс, његов блажи претходник, захтевао је велике измене, укључујући пролог који осуђује гангстере, алтернативни крај филма у коме се јасније осуђује Камонте, и алтернативни поднаслов Срамота нације. Цензори су веровали да филм велича насиље и злочин. Ове промене су одложиле филм за годину дана, иако су неке пројекције задржале оригинални крај. Модерне верзије филма имају оригинални завршетак, иако нека DVD издања укључују и алтернативни крај као додатну карактеристику; ове верзије одржавају промене које су Хјуз и Хокс морали да ураде како би га одобрила Хејзова канцеларија.
Пријем публике био је позитиван, али цензори су забранили филм у неколико градова и савезних држава, приморавши Хјуза да га уклони из биоскопа и похрани у свом трезору. Права на филм су враћена након Хјузове смрти 1970-их. Поред Малог Цезара и Државног непријатеља, Лице са ожиљком се сматра међу најзначајнијим гангстерским филмовима, и у великој мери је утицао на овај жанр.
Конгресна библиотека је 1994. одабрала филм за очување у Националном регистру филмова Сједињених Држава. Амерички филмски институт је 2008. године сместио Лице са ожиљком на 6. место листе најбољих гангстерских филмова. Године 1983. изашао је римејк филма у коме је главну улогу тумачио Ал Пачино.

## Радња
Током 1920-их у Чикагу, италијански имигрант и озлоглашени криминалац Антонио „Тони” Камонте, унајмљен да ради као телохранитељ криминалног боса „Великог” Луиса Костила, издаје свог шефа након што је стао на страну његовог незадовољног поручника Џонија Ловоа и убија Костила након једне од његових познатих забава. Лово преузима Костилову бившу територију на јужној страни и натера Тонија и његове сараднике, Анџела и Гвина Риналда, да покрену уносну операцију кријумчарења и продаје илегалног пива свим баровима на јужној страни.
Тони подстиче Ловоа да почне да се шири на северну страну, где кријумчарење контролишу ирске банде њиховог ривала, О'Харе; Лово одбија, наређујући Тонију да мирно напусти северну страну. Тони игнорише ова наређења и почиње да напада О'Харине људе и послове док шири своје пивске рекете на север. Убрзо, Лово је практично присиљен да напусти своју позицију шефа јужне стране док Тони својим успехом осваја чланове банде.
У међувремену, Тони се са све већим самопоуздањем удвара Џонијевој девојци Попи. Она га почетку презире, али му посвећује више пажње како му репутација расте и он почиње да се размеће својим богатством. Она посећује његов „сјајни” стан где јој он показује поглед на електрични билборд, на коме се налази слоган који га инспирише: „Свет је твој”.
Тони се коначно решио О'Харе тако што је натерао Гвина да га убије у цвећари коју је користио као своју канцеларију. О'Харин наследник, Том Гафни, објављује рат јужној страни и покушава да убије Тонија у ресторану аутоматима Томпсон − којима узбуђени Тони брзо наоружава своје људе. Рат доводи до тога да Гафнијева банда буде убијена један по један све док он не буде приморан да се сакрије. Група истакнутих грађана, укључујући и шефа полиције, заклиње се да ће срушити Тонија због свих покоља и крвопролића које је нанео граду.
Током ноћног изласка у позориште, Тони добија обавештење да су Гафни и његова пратња у оближњој куглани. Остављајући Анџела да одгледа остатак представе, Тони лично убија Гафнија. Лово коначно побесни када Тони отворено флертује и плеше са Попи испред њега за вечером. Тони тамо угледа своју вољену сестру Ческу како плеше са странцем и на силу је одводи до куће њихове мајке након чега је удари и виче на њу. Док одлази, тим наоружаних људи покушава да га убије пре него што их Тони отера са пута својим непробојним аутомобилом.
Сумњајући у Ловову умешаност, Тони одлази у његову канцеларију са Гвином након што је подмитио једног од Ловоових људи да га позове и претвара се да је део убилачког тима. Када Лово спусти слушалицу, Тони га приморава да призна, а затим га Гвино убија. Тони, сада неприкосновени владар градског подземља, води Попи на скупи одмор на Флориди како би избегао пажњу полиције и медија, док Ческа тајно посећује Гвина у Тонијевој канцеларији.
По повратку кући, Тони сазнаје од своје мајке да се Ческа преселила код једног мушкарца и проналази је са Гвином. Он убија свог пријатеља, а Ческа бежи у сузама након што открије да су се управо венчали и да су планирали да га изненаде. Полиција издаје налог за Тонијево хапшење, а он се забарикадира у својој кући док је Анџело убијен у покушају да га заштити.
Ческа улази унутра, планирајући да убије брата, али онда попушта и признаје му љубав. Тони и Ческа се наоружавају, а Тони пуца на полицију са прозора, манијачки се смејући. Међутим, неколико тренутака касније, Ческу убија залутали метак. Дозивајући Ческино име док се стан пуни сузавцем, Тони се тетура низ степенице баш када му полиција развали врата. Тони покушава да побегне, што доводи до тога да полицајци испред више пута пуцају у њега. За тренутак се спотакне, падне у олук и умре. Изнад њих, електрични билборд пламти „Свет је твој”.

## Улоге
| Глумац          | Улога                     |
| --------------- | ------------------------- |
| Пол Мјуни       | Антонио „Тони” Камонте    |
| Ен Дворак       | Франческа „Ческа” Камонте |
| Карен Морли     | Попи                      |
| Осгуд Перкинс   | Џон „Џони” Лово           |
| К. Хенри Гордон | инспектор Бен Гварино     |
| Џорџ Рафт       | Гвино Риналдо             |
| Винс Барнет     | Анџело                    |
| Борис Карлоф    | Том Гафни                 |
| Пернел Прат     | новинар Гарстон           |
| Тали Маршал     | главни уредник            |
| Инез Паланж     | госпођа Камонте           |